# دیوید (فیلم هندی)
دیوید (انگلیسی: David) یک فیلم به کارگردانی بوجای نامبیار است که در سال ۲۰۱۳ منتشر شد. از بازیگران آن می‌توان به ویکرام، نیل نیتین موکش، تابو، و لارا دوتا اشاره کرد.